# Ratusz staromiejski w Elblągu
Ratusz staromiejski w Elblągu – historyczny ratusz Elbląga przy ul. Stary Rynek 25, obecnie obiekt wielofunkcyjny wybudowany w latach 2009-2011.

## Historia
Pierwotny, gotycki budynek ratusza staromiejskiego w Elblągu wybudowano w XIV wieku. W XVI wieku przebudowano fasady w stylu renesansowym. Gmach ten spłonął w pożarze z 26 kwietnia 1777 roku, po czym zdecydowano o przeniesieniu ratusza na dzisiejszy plac Słowiański. Obecny budynek ratusza staromiejskiego wybudowano w latach 2009-2011 w stylu postmodernistycznym według projektu Szczepana Bauma, Andrzeja Kwiecińskiego i Wandy Grodzkiej. Jego bryła luźno nawiązuje do bryły historycznego ratusza. Obecnie nie pełni on jednak funkcji administracyjnych, jest to obiekt wielofunkcyjny, w którym znajdują się punkt informacji turystycznej, makieta dawnego Elbląga, miejsce na wystawy czasowe, sala konferencyjna i biura.